# Cena Jiřího Gutha-Jarkovského
Cena Jiřího Gutha-Jarkovského je nejstarší české a československé sportovní ocenění.
Putovní cena je udělována od roku 1934 nejvýznamnějším sportovním osobnostem nebo sportovním kolektivům za vynikající sportovní výsledky dosažené během kalendářního roku, jež byly dosaženy na nejvýznamnějších a nejprestižnějších mezinárodních sportovních soutěžích (například olympijské hry, mistrovství světa, mistrovství Evropy) apod. Tuto cenu od roku 1994 každoročně uděluje Český olympijský výbor jako své nejvyšší ocenění.

## Historie
Cena byla udělována v letech 1934 až 1948 s přestávkou během druhé světové války.
Obnovena byla v roce 1994. Až do roku 2014 o jejím udělení v hlasování rozhodovali členové výboru, od následujícího roku ale výbor nechal hlasovat o vítězi samotné sportovce. Prvním, kdo získal ocenění v jejich hlasování, se stal horolezec Radek Jaroš, který v roce 2014 završil zdolání všech 14 osmitisícových vrcholů bez použití kyslíku. První trojnásobnou držitelkou tohoto ocenění se stala Martina Sáblíková (za roky 2007, 2010 a 2020).

## Popis trofeje
Putovní trofej tvoří bronzová soška starověké antické bohyně vítězství Níké s vavřínovou ratolestí, která se nachází na mramorovém podstavci. Ten je čelně ozdoben plaketou, na níž se nalézá reliéfní portrét zakladatele českého olympijského hnutí Jiřího Gutha-Jarkovského. Autorem trofeje je sochař Otakar Španiel. Jednotliví držitelé ceny pak získávají natrvalo stříbrnou plaketu se zmenšeným portrétem Gutha-Jarkovského.

## Seznam držitelů

### Československo, protektorát Čechy a Morava (1934–1948)
| Rok  | Držitel                                | Sport                                        |                |
| ---- | -------------------------------------- | -------------------------------------------- | -------------- |
| 1934 | Václav Pšenička                        | vzpírání                                     |                |
| 1935 | Vilém Heinz-Henry                      | sportovní novinář a funkcionář               |                |
| 1936 | Svaz kanoistů Republiky československé | sportovní organizace                         |                |
| 1937 | František Novák                        | letecká akrobacie                            |                |
| 1938 | Československá obec sokolská           | tělovýchovný, sportovní a vlastenecký spolek |                |
| 1939 | cena neudělena                         | cena neudělena                               |                |
| 1940 | Český svaz ledního hokeje              | sportovní organizace                         |                |
| 1941 | cena neudělena                         | cena neudělena                               | cena neudělena |
| 1944 | cena neudělena                         | cena neudělena                               | cena neudělena |
| 1945 | Antonín Bína                           | funkcionář a bývalý zápasník                 |                |
| 1946 | Vilém Heinz-Henry                      | sportovní novinář a funkcionář               |                |
| 1947 | českoslovenští lední hokejisté         | sportovní kolektiv                           |                |
| 1948 | Emil Zátopek                           | lehká atletika                               |                |

### Česko (od roku 1994)
| Rok  | Držitel                                             | Sport                              |
| ---- | --------------------------------------------------- | ---------------------------------- |
| 1994 | Petr Kůrka                                          | sportovní střelba                  |
| 1994 | Jiří Král                                           | sportovní lékař                    |
| 1995 | Jan Železný                                         | lehká atletika                     |
| 1996 | Martin Doktor                                       | rychlostní kanoistika              |
| 1997 | Tomáš Dvořák                                        | lehká atletika                     |
| 1998 | čeští lední hokejisté                               | sportovní kolektiv                 |
| 1999 | Ludmila Formanová                                   | lehká atletika                     |
| 2000 | Jan Železný                                         | lehká atletika                     |
| 2001 | Roman Šebrle                                        | lehká atletika                     |
| 2002 | Aleš Valenta                                        | akrobatické lyžování               |
| 2003 | Martin Koukal                                       | běh na lyžích                      |
| 2004 | Roman Šebrle                                        | lehká atletika                     |
| 2005 | Kateřina Neumannová                                 | běh na lyžích                      |
| 2006 | Kateřina Neumannová                                 | běh na lyžích                      |
| 2007 | Martina Sáblíková                                   | rychlobruslení                     |
| 2008 | Barbora Špotáková                                   | lehká atletika                     |
| 2009 | Josef Váňa                                          | jezdectví a dostihový sport        |
| 2010 | Martina Sáblíková                                   | rychlobruslení                     |
| 2011 | Petra Kvitová                                       | tenis                              |
| 2012 | Miroslava Knapková                                  | veslování                          |
| 2013 | Zuzana Hejnová                                      | atletika                           |
| 2014 | Radek Jaroš                                         | horolezectví                       |
| 2015 | Ondřej Synek                                        | skif                               |
| 2016 | Lukáš Krpálek                                       | judo                               |
| 2017 | Adam Ondra                                          | sportovní lezení                   |
| 2018 | Ester Ledecká                                       | snowboarding a alpské lyžování     |
| 2019 | Lukáš Krpálek                                       | judo                               |
| 2020 | Martina Sáblíková                                   | rychlobruslení                     |
| 2021 | Lukáš Krpálek                                       | judo                               |
| 2022 | Ester Ledecká                                       | snowboarding a alpské lyžování     |
| 2023 | Ondřej Perušič a David Schweiner                    | plážový volejbal                   |
| 2024 | Jiří Beran, Michal Čupr, Jakub Jurka a Martin Rubeš | sportovní šerm – družstvo kordistů |